# Zeddy Jesire
Zeddy Jesire Chongwo (* 12. Oktober 2003) ist eine kenianische Leichtathletin, die sich auf den Hochsprung spezialisiert hat und aktuell Inhaberin des Landesrekordes ist.

## Sportliche Laufbahn
Erste internationale Erfahrungen sammelte Zeddy Jesire im Jahr 2021, als sie bei den U20-Weltmeisterschaften in Nairobi mit 1,64 m und 5,71 m jeweils in der Qualifikationsrunde im Hoch- und Weitsprung ausschied. 2023 stellte sie mit 1,75 m einen neuen Landesrekord im Hochsprung auf und im Jahr darauf belegte sie bei den Afrikaspielen in Accra mit 1,70 m den fünften Platz. Im Juni wurde sie bei den Afrikameisterschaften in Douala mit 1,65 m Zehnte.
2023 wurde Jesire kenianische Meisterin im Hoch- und Weitsprung.